# Decumano Inferiore
A Decumano Inferiore   egyike a három görög-római időkből származó utcának (decumanus), mely keresztülszeli Nápoly óvárosát, és egyben a leghosszabb. Megnevezését illetően ma három részre van osztva: Via Maddaloni, Via Croce Benedetto és Via San Biagio dei Librai. Ismertebb nevén Spaccanapoli (Nápoly választó), miután gyakorlatilag kettészeli Nápoly óvárosát. A merőleges utcák (római nevükön cardo) találkozásánál alakultak ki római időkben a nagyobb bérházak, azaz insulák. Az évszázadok során a Spaccanapoli Nápoly főutcája volt. Számos középkori, reneszánsz, barokk és rokokó palota illetve templom található az utca mentén (San Francesco delle Monache, Santa Marta, Palazzo Filomarino stb.). Az utcát a Piazza Gesù Nuovo szakítja meg.